# Assyrische Marienkirche (Teheran)
Die Kirche der Heiligen Maria, auch Marienkirche (persisch کلیسای حضرت مریم oder کلیسای شرق اشوری حضرت مریم), ist eine Kirche in der iranischen Hauptstadt Teheran, die im Jahre 1978 geweiht wurde. Sie gehört zum Bistum Teheran der Assyrischen Kirche des Ostens.

## Standort
Die Kirche steht an der Ostseite der Sarbaz-Straße (خیابان سرباز, „Soldatenstraße“, auch Babakhanlu, باباخانلو) an deren nördlicher Ecke zur 14. Straße.

## Geschichte
Die Assyrer Irans lebten bis 1918 vor allem in Urmia und in Dörfern am Westufer des Urmia-Sees, während es in Teheran kaum Assyrer gab. Während des Ersten Weltkrieges besetzten osmanische Truppen ab 1915 Urmia und massakrierten die hier lebenden Christen – Assyrer wie Armenier. Soweit die Überlebenden sich nicht im Irak in Sicherheit brachten, flohen sie insbesondere nach Teheran. In den folgenden Jahrzehnten und auch nach dem Zweiten Weltkrieg setzte sich die Landflucht der Assyrer insbesondere nach Teheran weiter fort. Hier lebten nach Schätzungen zeitweise 50.000 Assyrer und Chaldäer aller Konfessionen. So reichte die 1961 fertiggestellte assyrische Georgskathedrale nicht für die große Gemeinde der Assyrer Teherans aus. 1978 wurde die assyrische Kirche Sankt Marien (Mart Maryam) an der Soldatenstraße (Sarbaz-Straße) errichtet.

## Architektur
Die assyrische Marienkirche Teheran ist als Eckhaus an der Soldatenstraße und der 14. Straße Teil der Blockbebauung. Das dreigeschossige Gebäude hat einen näherungsweise quadratischen Grundriss und ist oben mit Zinnen im babylonischen Stil geschmückt. Die Mitte der Fassade zur Soldatenstraße mit dem Eingang ist im Stil der Stadttore von Babylon nach innen versetzt. Die Kirche hat im Erdgeschoss einen modernen Kirchensaal, der vom Altarbereich mit einem großen Rundbogen abgegrenzt ist.